# Khyva St. Albans

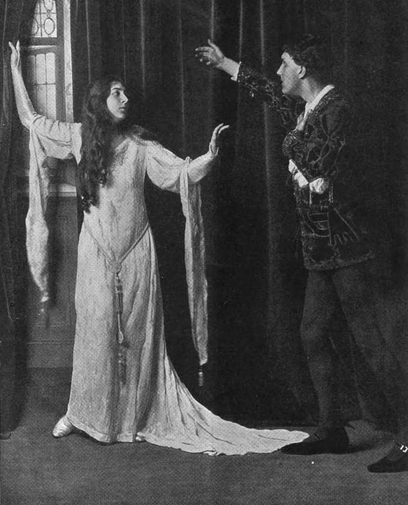
Khyva St. Albans y George Relph en los papeles principales de Romeo y Julieta, de una publicación de 1915.

Khyva St. Albans (Nueva York, Estados Unidos, 1896 - Ajijic, México, 1989), también conocida como Zara Alexeyewa, Ayenara Alexeyeva y Elinore Saenger, fue una actriz, bailarina y coreógrafa estadounidense. Residente durante hace mucho tiempo de Ajijic, en el lago de Chapala en México.

## Primeros años
Elinore Saenger nació en la ciudad de Nueva York, aunque reclamó otros lugares de nacimiento, incluida Francia. Sus padres eran músicos; su madre era la organista Charlotte Welles Saenger, y su padre era el cantante barítono y entrenador de voz Oscar Saenger.  Ambos padres apoyaron y financiaron las esperanzas de St. Albans de una carrera teatral, hasta que Oscar Saenger falleció en 1929.

## Carrera escénica
St. Albans apareció en dos espectáculos en Broadway; interpretó a Julieta opuesta George Relph 's Romeo en una producción de 1915 de Romeo y Julieta, y que interpretó a una bailarina en Ruth Sawyer's The Awakening (1918), coprotagonizada con Theodore Kosloff. Ninguno de los programas recibió buenas críticas; el New York Times llamó a The Awakening "una obra extraña y muy artificial", "casi increíblemente tosca y anticuada". Metcalfe, un escritor en Life, reflexionó que "algún día, tal vez, tendremos una Sociedad para la Prevención de las Damas que Piensan que Pueden Actuar, pero No Pueden, [y] una Liga para la Supresión de las Personas que Escriben Obras de Teatro pero No Deben 't. Si alguna de estas organizaciones hubiera tenido una existencia exitosa, nunca deberíamos haber tenido 'El despertar' con Khyva St. Albans ". De su Juliet, Heywood Broun en el New York Tribune escribió que "no había pasión en la actuación de la señorita St. Albans. Era una Julieta de esas que habría sugerido un compromiso prolongado, aplazando el matrimonio hasta el momento en que ella hubiera terminado sus estudios y Romeo tuviera un trabajo fijo".
St. Albans tradujo una obra de Leonid Andreyev como The Painted Laugh, que protagonizó y produjo para los escenarios de Londres en 1921. Basil Rathbone fue el protagonista masculino. La producción se volvió infame cuando ella y su madre desaparecieron repentinamente después de malas críticas para la primera matiné, dejando a los patrocinadores y al elenco del programa sin paga. Finalmente fue encontrada en un hotel de París.
De 1926 a 1927, fue codirectora de ballet en la Filadelfia Grand Opera Company, con su pareja, el bailarín Holger Alexeyev-Mehner.

## México
En la década de 1940, después de varias visitas prolongadas, St. Albans se había mudado a México de forma permanente, con Alexeyev-Mehner (quien murió en 1944). Era conocida como "La Rusa" en Ajijic un pueblo ubicado a las orillas del lago de Chapala, donde hizo su hogar. Un visitante estadounidense de Ajijic la describió como "una figura fantasmal vestida de seda y gasa. Llevaba un sombrero de ala ancha y se mantenía erguida con la espalda perfectamente recta. Una trenza de cabello larga y gruesa en forma de cuerda le colgaba hasta la cintura". Más tarde, llamó la atención sobre el problema de la contaminación en el lago de Chapala. Falleció en Ajijic en 1989, a los 92 años.